# ミズタビラコ
ミズタビラコ（水田平子、学名：Trigonotis brevipes ）は、ムラサキ科キュウリグサ属の多年草。

## 特徴
短い地下茎がある。茎は高さ10-40cmになり、茎にやや圧毛が生える。葉は互生し、楕円形で、長さ1.5-4cm、幅1-2cmになり、表面には細毛が生える。上部の葉は無柄であるが下部のものには葉柄がある。茎、葉ともにやわらかい。
花期は5-6月。茎先に1-5個の花序をつけ、花序は先が巻いたさそり型花序になって小さい花を密に多数つけ、下方から開花する。花序は成長すると巻いていたものがまっすぐに伸びる。小花柄は萼筒より短い。萼は5深裂し、裂片は長さ0.5-1mmになる3角形で毛が生える。花は白色または淡青紫色で、径2.5-3mm、花冠は車型で、5裂して平開し、花冠喉部に5裂した白い付属体がつく。雄蕊は5個で花筒の中部につき、花冠裂片と互生する。果実は4個の分果で、分果は倒3角錐状で黒褐色、平滑で光沢があり、4面体になる。

## 分布と生育環境
日本固有種。本州、四国、九州に分布し、山地の渓流ちかくの水辺や湿地などに生育する。

## 変種
コシジタビラコ Trigonotis brevipes (Maxim.) Maxim. var. coronate (Ohwi) Ohwi
分果は倒台形状で光沢は鈍く、背面に環状の付属体がある。果時の萼筒は広鐘状になる。日本固有種で、本州の青森県から福井県に分布し、分布の範囲は日本海側に偏る。

## ギャラリー
- 花序の先端が巻いた状態。
- 葉は互生し、下部の葉には葉柄がある。
- 花序が成長する前の状態。